# Hans Weber (Anglist)
Hans Weber (* 28. März 1925 in Hilversum; † 12. November 2017 in Bonn) war ein deutscher Anglist. Er war von 1974 bis 1988 Professor für Anglistik, Sprach- und Literaturdidaktik an der Bergischen Universität Wuppertal.
Hans Weber wandte sich seit den 1980er-Jahren verstärkt dem Arbeitsgebiet Deutsch als Fremdsprache (DaF) zu. Er leitete Fortbildungsseminare an Goethe-Instituten weltweit und unterrichtete an amerikanischen Sommerschulen.
Seine Lebenserinnerungen erschienen 2011 unter dem Titel Nachholspiele (Wissenschaftlicher Verlag Trier). Er lebte mit seiner Frau in Bonn.

## Schriften
- Lehrbuch [Mitautor und -hrsg.]: Englisch for Today, Bde. 1–5/6 (1964–1969); Bde. 1–3 (überarbeitete Fassung 1971–1973)
- Sammelbände [Hrsg.]: Aufforderungen zum literaturdidaktischen Dialog (1979); Dramen des 20. Jahrhunderts für den Englischunterricht in der Sek.stufe II (1982)
- Kommentierte Textsammlungen: Vorschläge (Gedichte und Prosatexte für den DaF-Unterricht), Bde. 1–4 (1990–2003); Bd. 1 neu (überarbeitete Fassung, 2002)
- Praxis des neusprachlichen Unterrichts (Redaktionskollegium, 1964–1982)
- ca. 40 Aufsätze zur Sprach- und Literaturdidaktik